# Dům seniorů Nedžarići
Dům seniorů v Nedžarićich (bosensky Dom penzionera u Nedžarićima) se nacházel v uvedené lokalitě v hlavním městě Bosny a Hercegoviny, Sarajevu. 

## Popis
Dům pro seniory nemá charakter jednoho objektu ale jedná se o komplex několika budov, které byly propojeny pasarelami. Část má podobu velkého obytného bloku a jiná odkazuje na nižší domy v uliční řadě. 
Budova bývá označována jako symbol postmoderní architektury v bosenské metropoli. Jeho kapacita byla 150 lůžek.

## Historie
Veřejná soutěž na nový dům pro penzisty byla vypsána příslušným úřadem SR Bosny a Hercegoviny v roce 1986. V soutěži uspěl architekt Mladen Gvozden, známý také podle domu Papagajka v centru Sarajeva. 

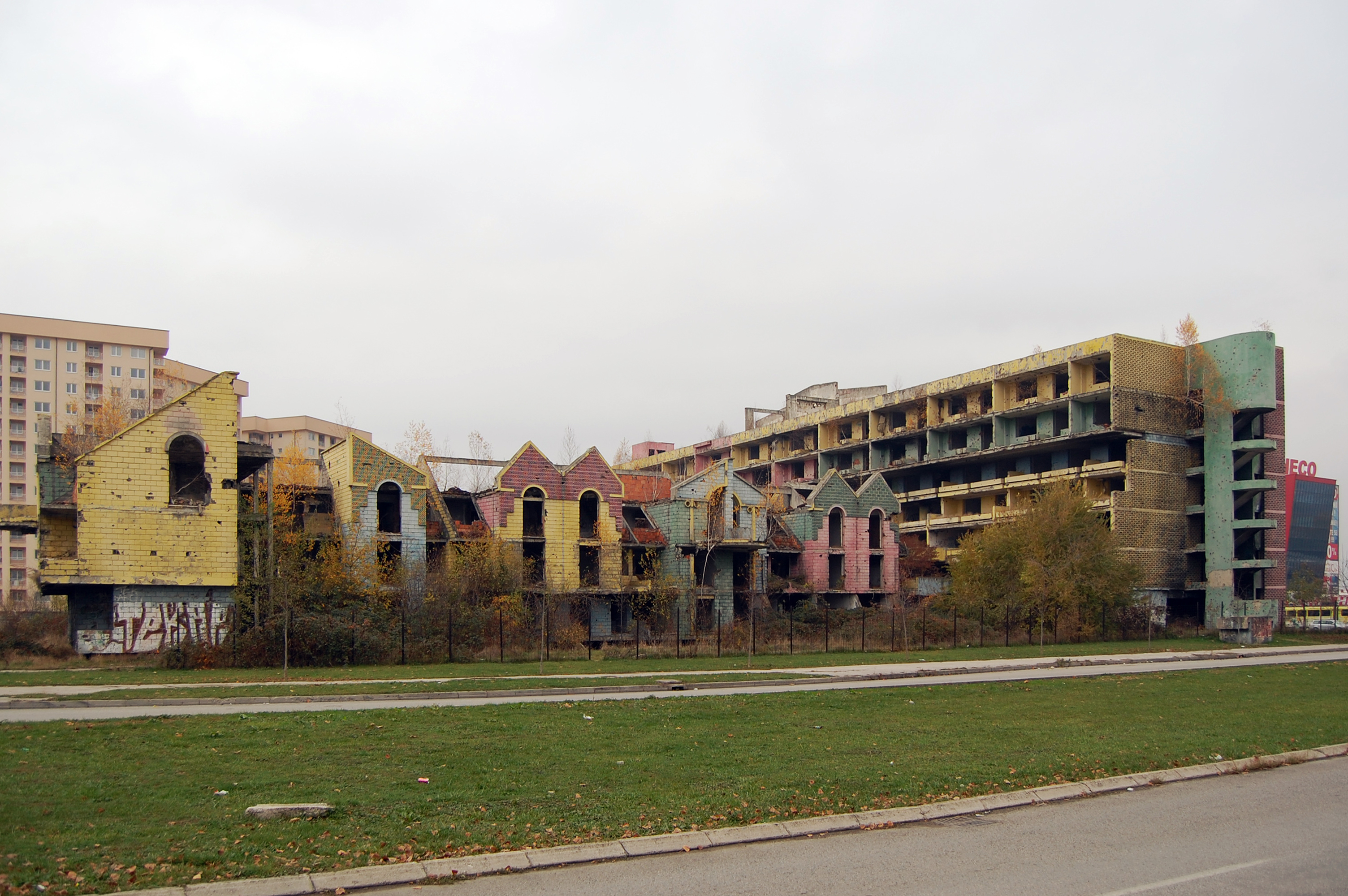
Trosky komplexu v roce 2011.

Stavební práce probíhaly v letech 1987 až 1992. Celková cena výstavby činila 16 milionů německých marek. Nápadné barvy a členění objektu, prosklené pasarely a další vysloužily domu mezi místními přezdívku „disneyland“. Stavební práce provedla společnost GP Bosna.
Stavba byla dokončena v předvečer vypuknutí války v Bosně a Hercegovině. Kvůli tomu nebyl nastěhován, přestože sarajevské domy pro seniory již měly připraveny seznamy osob, které zde měly bydlet. Naopak po vypuknutí konfliktu zde byly urychleně umístěny jednotky UNPROFOR. Vojáci mu říkali "duhový hotel".
První útok na komplex odstartoval v květnu 1992. Další následovaly. Během války byl dům těžce poničen. Fasáda nesla stopy po kulometné palbě. Celá lokalita byla (vzhledem k tomu, že je přirozeným místem, kudy lze vstoupit do Sarajeva mimo okolních hor a město bylo obléháno) místem velmi těžkých bojů. Řada budov v celé oblasti byla srovnána se zemí.
Po jejím skončení již nebyl obnoven. a i přes přeplněnou kapacitu jiných sarajevských domů pro seniory zůstal opuštěný. Pozemek se stal brownfieldem a byl prodáván různým firmám, které navrhovaly, jak by se mohl přebudovat do budoucna. Předpokládána je jeho demolice a výstavba kanceláří a bytů.<